# Lorraine Open
Il Lorraine Open è stato un torneo di tennis facente parte del Grand Prix giocato dal 1979 al 1989. Si disputava nell'allora regione francese della Lorena (attuale Grand Est) in alternanza tra Nancy, negli anni dispari e sul cemento (ad eccezione del 1987 quando si giocò sul sintetico), e Metz, negli anni pari (sul cemento negli anni 1980, 1986 e 1988 e sul sintetico nel 1982 e nel 1984).

## Albo d'oro

### Singolare
| Anno | Vincitore       | Finalista            | Punteggio          |
| ---- | --------------- | -------------------- | ------------------ |
| 1979 | Yannick Noah    | Jean-Louis Haillet   | 6–2, 5–7, 6–1, 7–5 |
| 1980 | Gene Mayer      | Gianni Ocleppo       | 6–3, 6–3, 6–0      |
| 1981 | Pavel Složil    | Ilie Năstase         | 6–2, 7–5           |
| 1982 | Erick Iskersky  | Steve Denton         | 6–4, 6–3           |
| 1983 | Nick Saviano    | Chip Hooper          | 6–4, 4–6, 6–3      |
| 1984 | Ramesh Krishnan | Jan Gunnarsson       | 6–3, 6–3           |
| 1985 | Tim Wilkison    | Slobodan Živojinović | 4–6, 7–6, 9–7      |
| 1986 | Thierry Tulasne | Broderick Dyke       | 6–4, 6–3           |
| 1987 | Pat Cash        | Wally Masur          | 6–2, 6–3           |
| 1988 | Jonas Svensson  | Michiel Schapers     | 6–2, 6–4           |
| 1989 | Guy Forget      | Michiel Schapers     | 6–3, 7–6           |

### Doppio
| Anno | Vincitori                        | Finalisti                           | Punteggio     |
| ---- | -------------------------------- | ----------------------------------- | ------------- |
| 1979 | Klaus Eberhard Karl Meiler       | Robin Drysdale Andrew Jarrett       | 4–6, 7–6, 6–3 |
| 1980 | Colin Dibley Gene Mayer          | Chris Delaney Kim Warwick           | 7–6, 7–5      |
| 1981 | Ilie Năstase Adriano Panatta     | John Feaver Jiří Hřebec             | 6–4, 2–6, 6–4 |
| 1982 | David Carter Paul Kronk          | Matt Doyle David Siegler            | 6–3, 7–6      |
| 1983 | Jan Gunnarsson Anders Järryd     | Ricardo Acuña Belus Prajoux         | 7–5, 6–3      |
| 1984 | Eddie Edwards Danie Visser       | Wayne Hampson Wally Masur           | 3–6, 6–4, 6–2 |
| 1985 | Marcel Freeman Rodney Harmon     | Jaroslav Navrátil Jonas Svensson    | 6–4, 7–6      |
| 1986 | Wojciech Fibak Guy Forget        | Francisco González Michiel Schapers | 2–6, 6–2, 6–4 |
| 1987 | Ramesh Krishnan Claudio Mezzadri | Grant Connell Scott Davis           | 6–4, 6–4      |
| 1988 | Jaroslav Navrátil Tom Nijssen    | Rill Baxter Nduka Odizor            | 6–2, 6–7, 7–6 |
| 1989 | Udo Riglewski Tobias Svantesson  | João Cunha e Silva Eduardo Masso    | 6–4, 6–7, 7–6 |